# 女子校生
女子校生（じょしこうせい）とは、女子のみを対象とする男女別学の学校（女子校）に学籍をおいている女性を指す言葉であり、かつ女子高生の同音異義語（後述）である。

## 概要
現在の日本では、小学校や中学校などの義務教育諸学校の大半が男女共学であるため、女子校生とは高等学校、大学に学籍をおいている女性を指すことが多い。なお、1947年（昭和22年）に教育基本法や学校教育法が制定される前までの日本の学校は、男女別学による教育が広く行われていた。

## 性風俗用語
1990年（平成2年）頃から、児童ポルノ（チャイルドポルノ）が、日本国内外で問題となった。
1999年（平成11年）に児童買春、児童ポルノに係る行為等の処罰及び児童の保護等に関する法律（通称・児童ポルノ法）が公布・施行されたことで、アダルトビデオやアダルトゲームなどの性風俗業界では、自主規制の一環として「女子高」「女子高生」「女子高校生」といった、「18歳未満も含まれうる」言葉を使用しないことが多くなり、代替として、女子高生の同音異義語である「女子校生」を用いることが多くなった。
作品によっては、（飛び級が認められない限り）18歳以上であることが明らかな「女子大生」を用いることもある。ただし、高校生には「18歳以上」の者も含まれるため（高校3年生は誕生日を迎えると18歳になり、定時制は浪人・留年なしでも19歳の者がいる）、アダルトDVDには女子高生という表記の作品も存在する。ナチュラルハイの図書館シリーズには「女子高生」という表記が使用されている。
実際に18歳の現役の女子高生をAVに出演させたとしても法的には問題ない（2022年4月1日の民法の成人年齢引き下げによって未成年者取消権の対象外となり保護者の許可なしで出演できるようになった。AV出演被害防止・救済法は契約から撮影・公開までの期間を定めたもので出演可能な年齢自体を引き上げるものではない）。
しかし、日本映像制作・販売倫理機構やAV人権倫理機構の審査を受けた、所謂「適正AV」は、出演者が18歳だとそもそも審査が通らないとされ
、学校側とのトラブルを避ける目的もあり、AVプロダクションも18歳や高等学校に在籍している者を、自主規制で採用していない。
アダルトビデオ、アダルトゲームなどの性風俗業界全般では、女子校に通っている女子生徒に限らず、共学校に通っている女子生徒でも「女子校生」という言葉を用い、「JK」と略して呼ばれることもある（Joshi Kousei の頭文字から。ただしアダルト以外の文脈でも女子校生または「女子高生」の意図でそう略されることがある）。